# MH370: Chiếc máy bay biến mất
MH370: Chiếc máy bay biến mất là một bộ phim truyền hình tài liệu của Anh được phát hành trên Netflix và do Louise Malkinson đạo diễn, bộ phim kể về Chuyến bay 370 của Malaysia Airlines bị mất tích vào ngày 8 tháng 3 năm 2014.
Nhiều người đã đánh giá ngoại lệ với phần trình bày của loạt phim về các lý thuyết xung quanh việc máy bay tích, họ kết luận rằng Netflix đang cung cấp một nền tảng cho những người ủng hộ thuyết âm mưu rao bán "những ý tưởng phi logic, phi khoa học và kỳ quặc."

## Nội dung
Vào ngày 8 tháng 3 năm 2014, chuyến bay mang số hiệu MH370 của Malaysia Airlines chở 239 hành khách từ Kuala Lumpur đến Bắc Kinh đã mất tích không một dấu vết. Sau 9 năm đã trôi qua và những người nhà, nhà khoa học, điều tra viên, nhà báo vẫn đang cố gắng tìm kiếm lời giải thích. Bộ phim dài 3 tập này nói về sự thúc đẩy của cả ba thuyết âm mưu để cố gắng giải thích cho vụ mất tích. Loạt phim đã đề xuất ba thuyết âm mưu trái ngược nhau nhằm cố gắng giải thích về sự mất tích của chiếc máy bay.

## Tập phim
| TT. | Tiêu đề                        | Đạo diễn         | Ngày phát sóng gốc |
| --- | ------------------------------ | ---------------- | ------------------ |
| 1 | "The Pilot" (Viên phi công)    | Louise Malkinson | 8 tháng 3 năm 2023 |
| Chuyến bay MH370 của Malaysia Airlines hướng tới Bắc Kinh bỗng biến mất không dấu vết ngay sau khi cất cánh. Đối tượng bị nghi ngờ ban đầu là viên phi công.         |                                |                  |                    |
| 2 | "The Hijack" (Vụ cướp máy bay) | Louise Malkinson | 8 tháng 3 năm 2023 |
| Vụ tai nạn thứ hai liên quan đến máy bay của Malaysia Airlines khiến nhà báo Jeff Wise suy nghĩ về chuyến bay MH370, dẫn đến một giả thuyết mới gây tranh cãi.       |                                |                  |                    |
| 3 | "The Intercept" (Đánh chặn)    | Louise Malkinson | 8 tháng 3 năm 2023 |
| Các mảnh vỡ có thể là của chuyến bay MH370 được tìm thấy, nhưng chỉ làm dấy lên thêm nhiều câu hỏi. Một giả thuyết khác xuất hiện, liên quan đến kiện hàng đáng ngờ. |                                |                  |                    |

## Phát hành
Vào ngày 8 thảng năm 2023 Netflix đã bắt đầu phát hành một loạt phim truyền hình tài liệu gồm ba tập vào dịp kỷ niệm chín năm ngày mất tích của MH370.

## Đánh giá chuyên môn
Rohan Naahar từ tờ báo Indian Express đã gọi loạt phim này là "Lố bịch", nói rằng bộ phim đang "cố tình bán rong các thuyết âm mưu".
Nick Schager từ The Daily Beast cho biết rằng loạt phim này chỉ để nêu chi tiết cho 3 lời giải thích "đáng ngờ" cho sự biến mất của chiếc máy bay và "đắm mình trong vùng nước âm u, vô lý" nhưng cũng cung cấp một "bối cảnh sáng sủa về lý do tại sao một số người lại tin vào những điều khó tin".
Meera Suresh từ The Week đã cho biết rằng loạt phim này là "Một nỗ lực khập khiễng nhằm thúc đẩy các thuyết âm mưu", tạp chí còn cho rằng "bí ẩn lớn nhất trong số tất cả những bí ẩn chính là tại sao Netflix lại cung cấp cho những người theo thuyết âm mưu này một nền tảng để họ rao bán những ý tưởng phi logic, phi khoa học và kỳ quặc của họ. Bộ phim tài liệu gồm ba tập này không khác gì ngoài cái bục cho những lý thuyết vô căn cứ mang đến một cảm giác hồi hộp rẻ tiền với cái giá phải trả là những linh hồn tội nghiệp đã mất tích và người thân của họ." Bài đánh giá cũng đã chỉ ra những vấn đề liên quan đến những thuyết âm mưu được nêu bật trong từng tập phim, cụ thể là như sau:
- Tập 1: "...các bộ phim tài liệu không hề tỏ ra khoan dung khi Zaharie [người phi công] bị mổ xẻ một cách đầy dã man ở đây vì tội cố tình làm rơi máy bay, tất cả đều không có bằng chứng."
- Tập 2: "...không gì có thể cứu vãn được thuyết âm mưu phi logic do Jeff Wise đưa ra khi "ý tưởng về chuyến bay bị người Nga cướp...từ khoang thiết bị điện tử...là một sự vô lý."
- Tập 3: "Thật xúc phạm và phi thường" là giả thuyết của nhà báo người Pháp [Florence de Changy], ông nói rằng các máy bay phản lực của Hoa Kỳ đã bắn hạ chuyến bay, ông nói rằng "thật là thiếu tôn trọng khi nghe thấy".[2]

Richard Roeper từ tờ báo Chicago Sun Times đã gọi loạt phim này là rất hấp dẫn, kết thúc bài đánh giá của mình, tờ báo viết rằng "Có rất nhiều giả thuyết mà chúng tôi đã khám phá được trong MH370: Chiếc Máy Bay Biến Mất là một sự kỳ quặc, không được hình thành đầy đủ, khó tin. Tuy nhiên... chúng tôi lại biết thêm một điều gì đó kỳ lạ và bi thảm đã xảy ra."
Philip Sledge từ CinimaBlend đã viết rằng "mặc dù bạn không nên mong đợi quá nhiều câu trả lời, nhưng những câu hỏi được đặt ra xuyên suốt tập phim sẽ tạo thêm độ hấp dẫn cho câu chuyện bí ẩn này." Người ta cũng nói rằng xếp hạng của loạt phim TV-14 khác với hầu hết các loạt phim tài liệu tội phạm có thật trên Netflix do chủ đề và ngôn ngữ đều dành cho người trưởng thành.
Joel Keller từ tờ New York Post đã cho biết rằng các thuyết âm mưu đều được trình bày "hiệu quả, đối với [phóng viên điều tra Jeff Wise] là một 'chuyên gia' gắn tất cả 3 thuyết âm mưu đó vào một số khía cạnh của thực tế". Kết luận rằng "sự thích thú của bạn đối với bộ phim tài liệu này thực sự sẽ phụ thuộc vào việc bạn có tin vào các lý thuyết được đặt ra bởi [phóng viên điều tra], các nhà báo đồng nghiệp và các chuyên gia hàng không của anh ấy hay không. Đó thực sự là cách duy nhất để trải nghiệm xem mà không trở thành một hố sâu khó chịu của những thuyết âm mưu và những thứ khác."
Trang Collider cho rằng khán giả nên “ném loạt phim về máy bay MH370 trên Netflix vào sọt rác” bởi những thông tin trong phim “chỉ hại chứ không có lợi”. Trang Collider thậm chí gọi MH370: Chiếc máy bay biến mất là một “bộ phim tài liệu không có nhiều tài liệu”. Để tạo một bộ phim tài liệu đủ thu hút khán giả là một nhiệm vụ khó khăn. Điều này đòi hỏi phải chủ đề hấp dẫn, mục đích phải rõ ràng, kỹ thuật sản xuất đủ cuốn hút người xem và duy trì sự quan tâm của họ.
Tạp chí Our Culture cũng cho biết phim tài liệu tồn tại là để ghi lại sự thật. Thể loại phim này không giống với những thể loại phim khác: "Không có câu chuyện dựa trên thông tin thực tế thì phim tài liệu sẽ không còn là phim tài liệu mà nó sẽ trở thành phim giải trí". Our Culture nhận định MH370 là chủ đề hấp dẫn. Thế nhưng, loạt phim không đưa ra được bất kỳ dữ kiện hoặc bằng chứng có ích nào trong nỗ lực tìm kiếm chiếc máy bay ngoài đời thực.

## Tranh cãi

### Nội dung sai sự thật về Việt Nam
Tại Việt Nam, phim tài liệu này bị phản đối do có nội dung cho rằng Việt Nam đã không hợp tác, không chủ động tìm kiếm máy bay. Ngày 6 tháng 4 năm 2023,  trước câu hỏi của báo giới về việc bộ phim tài liệu về MH370 có nội dung cho rằng Việt Nam không hợp tác trong việc hỗ trợ tìm kiếm máy bay,  Phó phát ngôn Bộ Ngoại giao Việt Nam, bà Phạm Thu Hằng nhấn mạnh bộ phim có đoạn nói Việt Nam không hỗ trợ tìm kiếm máy bay là sai sự thật và khiến dư luận bất bình.
"Phim tài liệu MH370 - Chiếc máy bay biến mất đưa ra những nhận định khi không có kết luận chính thức từ cơ quan chức năng là sai sự thật, không có cơ sở, không phản ánh đúng nỗ lực của Việt Nam và khiến dư luận Việt Nam bất bình".
Bà đồng thời cho biết các cơ quan chức năng của Việt Nam đã khẩn trương, chủ động lên các phương án ứng phó, tích cực chia sẻ thông tin và phối hợp với phía Malaysia cũng như các quốc gia mong muốn triển khai tìm kiếm, cứu hộ, cứu nạn trên quy mô lớn, đồng thời hỗ trợ phóng viên nước ngoài tham gia đưa tin
Ngay sau khi xảy ra vụ việc mất tích máy bay MH370 của hãng hàng không Malaysia Airlines, các cơ quan chức năng của Việt Nam đã chủ động, khẩn trương lên các phương án ứng phó, tích cực chia sẻ thông tin và phối hợp với Malaysia cũng như các quốc gia mong muốn triển khai tìm kiếm cứu hộ cứu nạn trên quy mô lớn— Phó Phát ngôn Bộ Ngoại giao Việt Nam, bà Phạm Thu Hằng, 

Ngày 12/4, Cục Phát thanh, Truyền hình và Thông tin điện tử đã có công văn gửi Netflix yêu cầu nền tảng này gỡ tập phim trong loạt phim tài liệu. Ngày 13 tháng 4 năm 2023, tập 1 của loạt phim bị gỡ khỏi Netflix tại Việt Nam, sau khi phim bị phản đối vì đề cập sai sự thật về quá trình Chính phủ Việt Nam hỗ trợ tìm kiếm chiếc máy bay.